# 대한민국의 건강증진사업
대한민국은 1995년 국민건강증진법을 제정하였다. 이를 통해 건강증진사업을 위한 법적 근거를 마련하였다. 1996년에는 국민건강증진사업 기본 시책을 수립해서 사업의 목표를 제시하였다. 중앙에서는 국민건강증진법에 따라 매 5년마다 국민건강증진종합계획을 세운다. 지역수준에서는 보건소를 중심으로 지역중심의 사업을 전개하였다.

## 예산
예산은 2004년까지는 정부의 일반예산과 국민건강증진기금으로 조성되어 오다가 국민건강증진기금으로 조성되어 오다가 2005년부터는 대부분 사업을 국민건강증진기금에 의해 집행하고 있다.

## 조직
중앙의 보건복지부, 광역지방자치단체 담당부서 및 기초지방자치단체의 보건소 등 공공보건 행정체계를 중심으로 전개되고 있다.

## 참고자료
- 대한예방의학회 편, 《예방의학과 공중보건학》(제3판, 2017)